# 神戸市立伊川谷小学校
神戸市立伊川谷小学校（こうべしりついかわだにしょうがっこう）は、兵庫県神戸市西区北別府3丁目にある公立小学校。

## 沿革
出典
- 1910年 - 上脇小学校と有瀬尋常小学校を合併し、伊川谷尋常高等小学校となる[WEB 3]。
- 1941年 - 伊川谷国民学校に改称。
- 1946年4月 - 伊川谷小学校に改称。
- 1947年3月 - 明石郡伊川谷村が神戸市に合併したことにより、神戸市立伊川谷小学校に改称。
- 1975年4月1日 - 神戸市立長坂小学校が分離独立。
- 1981年4月1日 - 神戸市立有瀬小学校が分離独立。
- 1987年4月 - 校舎を現在地に移転。
- 1993年4月1日 - 神戸市立井吹東小学校が分離独立。
- 1998年4月1日 - 神戸市立井吹西小学校が分離独立。
- 2015年10月 - 新校舎完成。

## 教育目標
自ら学び 共に生きる伊川の子
- いきいきととりくむ子 かんがえる子 わをたいせつにする子

## 通学区域
- 神戸市西区[WEB 5][WEB 6]
  - 伊川谷町上脇
  - 伊川谷町潤和[注 1]
  - 伊川谷町別府[注 2]
  - 池上1丁目[注 3]
  - 池上2 - 5丁目
  - 北別府1 - 5丁目
  - 白水1 - 3丁目
  - 天王山
  - 南別府1 - 5丁目
  - 和井取

## 進学先中学校
- 神戸市立伊川谷中学校

## 交通アクセス
- 神姫バス 14系統「伊川谷小学校前」より

## 校区周辺
- 伊川
- 神戸市立伊川谷児童館

## 通学区域が隣接している学校
- 神戸市立有瀬小学校
- 神戸市立長坂小学校
- 神戸市立太山寺小学校
- 神戸市立井吹東小学校
- 神戸市立井吹西小学校
- 神戸市立櫨谷小学校
- 神戸市立高津橋小学校